# Sou Seth
Sou Seth, född 1881, död 1963, var en kambodjansk sångare.
Hon var dotter till en hovfunktionär. I enlighet med gammal sed gavs hon till det kungliga haremet som tributgåva åt kungen. Efter kungens död 1904 blev det kungliga haremet upplöst av fransmännen, som tog kontrollen över de kungliga hovets finanser och reducerade det antal kvinnor kungen fick försörja. 
Vanan för undersåtarna att ge sina döttrar till kungen upphörde, och de flickor som redan var där, eller kom i fortsättningen, blev istället tjänare, dansare och sångare, främst i den berömda kungliga baletten, som nu bildades. Det är dock möjligt att de i praktiken även i fortsättningen var sexuellt tillgängliga för kungen, eftersom de, trots att de nu fick röra sig fritt utanför haremet, övervakades noga och det krävdes av dem att avhålla sig från sexuella förbindelser.
Sou Seth var en av dessa sångare och kom att bli en av de mest framstående. Hon började sin karriär som sångare i palatskören, höll läsklasser för kungliga baletten, och blev sedan dess sekreterare. Hon blev ledare för palatsets kvinnokör och direktör för palatsorkestern. 